# LBE T 3
Die normalspurigen Tenderlokomotiven der Baureihe LBE T 3 wurden von der Lübeck-Büchener Eisenbahn (LBE) von 1893 bis 1898 bei der Berliner Maschinenbau AG für den Personenzugdienst beschafft. Sie erhielten die Namen ALSTER (später OLDESLOE), RAHLSTEDT, HOLSTENTOR, KATZE, ST. LORENZ und ST. JÜRGEN.
1917 erhielten die Lokomotiven die Betriebsnummern LBE 106–111. 1928 waren alle ausgemustert.

## Geschichte
Die Lokomotiven sind ähnlich der preußischen T 4 (Hamburger Bauart). Sie entstanden als Neuentwurf zur vorher beschafften Baureihe LBE T 2. Der Kesseldruck wurde auf 12 bar erhöht, was die Lokomotiven leistungsfähiger machte.
1893, 1895 und 1898 wurden je zwei Lokomotiven gefertigt, die bevorzugt auf der Bahnstrecke Lübeck–Lübeck-Schlutup im Personenzugdienst eingesetzt wurden. Zudem waren sie im gemischten Verkehr auf der Strecke nach Dänischburg anzutreffen. Die Lokomotiven hatten ein größeres Reibungsgewicht als die zur gleichen Zeit entstandenen LBE P 2 und waren diesen Schlepptenderlokomotiven überlegen.
Bei der Einführung eines neuen Bezeichnungsschemas 1917 erhielten die Lokomotiven die Betriebsnummern LBE 106–111. Anfang der 1920er Jahre wurden die ersten Lokomotiven aus dem Dienst genommen. Die letzten beiden 1926 vorhandenen Lokomotiven führten bis 1928 Personenzüge nach Travemünde und Niendorf.
Die LBE 107 wurde nach ihrer Ausmusterung an die Gebr. Böhler AG, Kapfenberger Stahlwerke, in Bruck an der Mur abgegeben. Weitere Daten sind nicht bekannt.